# Монтевидео
Монтевиде́о (исп. San Felipe y Santiago de Montevideo, Сан-Фелипе-и-Сантьяго-де-Монтевидео) — столица и крупнейший город Уругвая, а также административный центр одноимённого департамента.

## Этимология
Город основан в 1726 году в день святого Филиппа и получил типичное для того времени многословное название Сьюдад-де-Сан-Фелипе-дель-Пуэрто-де-Монтевидео — «город Святого Филиппа гавани Монтевидео». К настоящему времени от первоначального варианта названия сохранилось лишь слово Монтевидео, в отношении этимологии которого ведутся продолжительные дискуссии. Среди экспертов сложился консенсус по поводу того, что компонента «Монте» в названии относится к горе (холму) Серро-де-Монтевидео, находящейся на берегу залива Монтевидео, но в отношении компоненты «видео» имеются большие разногласия. Наиболее распространённые версии:
- Monte vide eu («Я видел гору») — чрезвычайно распространённая версия, согласно которой название происходит от португальской фразы, означающей «Я видел гору», которую якобы произнёс один из участников экспедиции Фернана Магеллана при взгляде на Серро-де-Монтевидео. Эту версию большинство экспертов относит к числу топонимических легенд, поскольку приведённое выражение содержит сочетание слов из различных диалектов[2][3];
- Monte Vidi — эта гипотеза исходит из фрагмента «Навигационного календаря» боцмана Франсиско де Альбо, члена экспедиции Фернана Магеллана[2], в котором отмечено: «Во вторник упомянутого [месяца января 1520 года] мы находились в проливе Кейп-Санта-Мария [в настоящее время — Пунта-дель-Эсте], откуда побережье идёт с востока на запад, а местность песчаная, а справа от мыса есть гора, подобная шляпе, которой мы дали название „Монтевиди“». Это старейший документ, в котором упоминается мыс с названием, аналогичным названию города, но который не содержит упоминания о предполагаемом возгласе участника экспедиции «Monte vide eu»;
- Monte-VI-D-E-O (Monte VI De Este a Oeste) — по мнению профессора истории Роландо Лагуарда Триаса, испанцы атрибутировали географическое местоположение горы Серро-де-Монтевидео на карте или портулане таким образом, что она выглядела 6-й по счёту (VI) на побережье при плавании по Рио-де-ла-Плата с востока на запад[4][5][6], а с течением времени эта аббревиатура трансформировалась в «Монтевидео». Убедительных доказательств этой гипотезе не найдено;
- Monte Ovidio (Monte Santo Ovidio) — гипотеза, основанная на интерпретации вышеупомянутой цитаты из «Навигационного календаря» Фернандо де Альбо, согласно которой гора (и впоследствии город) получила название в честь Святого Овидия, третьего епископа португальского города Брага, где в 1505 году ему был установлен памятник[2]. Эта гипотеза, как и предыдущие, не имеет убедительных доказательств.

## Природные условия
Монтевидео, с площадью территории 540 км², расположен на берегу залива Ла-Плата Атлантического океана. В пределах города находится одна из самых крупных естественных гаваней Южного конуса с наиболее загруженным морским портом МЕРКОСУР.
Рельеф городской территории холмистый, высшая точка — 136-метровая гора на западе города Серро-де-Монтевидео, на вершине которой находится маяк. Естественная растительность представлена травами и кустарниками, характерными для зоны саванн. В черте города произрастают, в основном, завезённые из Европы деревья — дуб, сосна, эвкалипт, платан. Во́ды у побережья характеризуются повышенной солёностью и сильными приливами. Главная река — Санта-Лусия, окаймляющая город с запада.

### Климат
Климат Монтевидео — субтропический влажный, отдалённо напоминающий климат Сочи. Лето влажное и жаркое. Зима влажная, ветреная и пасмурная, во время вторжения из Антарктики холодных сильных ветров («памперо») возможны заморозки и выпадение инея. Иногда случаются бури, но не тропические циклоны.
Средняя температура января — +23 °C, июля — около +10 °C. Годовая средняя температура — +16,7 °C. Самая низкая зарегистрированная температура — −5,6 °C; самая высокая — +42,8 °C. Среднегодовое количество осадков — около 1000 мм. Выпадают, главным образом, в период с июня по сентябрь (зимой).
| Показатель                    | Янв. | Фев. | Март | Апр. | Май | Июнь | Июль | Авг. | Сен. | Окт. | Нояб. | Дек. | Год |
| ----------------------------- | ---- | ---- | ---- | ---- | --- | ---- | ---- | ---- | ---- | ---- | ----- | ---- | --- |
| Абсолютный максимум, °C       | 42   | 40   | 38   | 36   | 30  | 27   | 28   | 26   | 30   | 34   | 36    | 38   | 42  |
| Средний суточный максимум, °C | 28   | 27   | 25   | 21   | 17  | 15   | 14   | 15   | 17   | 20   | 23    | 26   | 21  |
| Средняя температура, °C       | 22   | 21   | 20   | 16   | 12  | 10   | 10   | 10   | 12   | 14   | 17    | 20   | 16  |
| Средний суточный минимум, °C  | 16   | 16   | 15   | 11   | 8   | 6    | 6    | 6    | 7    | 9    | 12    | 15   | 11  |
| Абсолютный минимум, °C        | 7    | 7    | 4    | 2    | −1  | −2   | −3   | −3   | −1   | −1   | 3     | 5    | −3  |
| Норма осадков, мм             | 70   | 60   | 90   | 90   | 80  | 80   | 70   | 70   | 70   | 60   | 70    | 70   | 940 |
| Источник: Weatherbase         |      |      |      |      |     |      |      |      |      |      |       |      |     |

## Население, язык, вероисповедание
Численность населения Монтевидео в 2011 году составляла 1,3 млн человек, однако городская агломерация насчитывает почти 2 млн, что составляет примерно 58 % всего населения Уругвая.
В городе проживают в основном потомки испанских и итальянских эмигрантов (креолы). В середине XIX — начале XX века население Монтевидео в значительной мере пополнилось переселенцами из Западной Европы — испанцами, итальянцами, французами. Уругвай считается одной из наиболее «белых» стран Латинской Америки. В период испанской колонизации и антииндейских войн коренное население было практически полностью истреблено. В Монтевидео находится одна из старейших армянских общин Южной Америки. В городе существует еврейская община, которая является одной из самых больших в Латинской Америке.
Государственный язык — испанский. Местный уругвайский диалект (вариант риоплатского диалекта) обладает рядом особенностей, в частности «ll» и, иногда, «y», «j» произносятся как [жь] (особенность сложения языка, при котором звук «й» приобретает «шипение-жужжание»), кроме того, в диалекте присутствуют около 9000 слов, непонятных испаноговорящим людям из других стран. Большинство жителей столицы говорят на испанском и других европейских языках.
Примерно половина населения принадлежит к римско-католической церкви. Распространены также методистское и англиканское вероисповедания.

## Административное деление
В 2010 году город был поделён на 8 муниципалитетов (municipios), для каждого из которых жители выбирают его главу — алькальда (alcalde) или алькальдесу (alcaldesa, если глава — женщина). Разделение было проведено для «продвижения административной и политической децентрализации в Монтевидео, с целью углубления демократического участия граждан в управлении городом». Муниципалитетам присвоены буквенные коды от A до G (включая диграф CH).
Также город состоит из 62 округов, называемых по-испански баррио:
| 1. Сьюдад-Вьеха 2. Сентро 3. Сур 4. Агвада 5. Вилья-Муньос 6. Кордон 7. Палермо 8. Парк Родо 9. Трес-Крусес 10. Ла-Комерсиаль 11. Ларраньяга 12. Ла-Бланкеада 13. Парк Батлье 14. Поситос 15. Пунта-Карретас 16. Унион 17. Бусео 18. Мальвин 19. Мальвин Норте 20. Лас-Кантерас 21. Пунта-Горда | 1. Карраско 2. Карраско Норте 3. Баньядос-де-Карраско 4. Флор-де-Мароньяс 5. Мароньяс 6. Вилья Эспаньола 7. Итусаинго 8. Кастро-Кастельянос 9. Меркадо-Модело — Боливар 10. Брасо Ориенталь 11. Хасинто Вера 12. Ла-Фигурита 13. Редукто 14. Капурро — Белья Виста 15. Прадо 16. Атауальпа 17. Айрес-Пурос 18. Пасо-де-лас-Дуранас 19. Бельведер 20. Ла-Теха 21. Трес-Омбуэс | 1. Вилья-дель-Серро 2. Касабо 3. Ла-Палома 4. Пасо-де-ла-Арена — Сантьяго-Васкес 5. Нуэво-Парис 6. Консилиасьон 7. Саяго 8. Пеньяроль 9. Колон Сентро-и-Нороэсте 10. Лесика 11. Колон Судесте 12. Манга, Толедо Чико 13. Касавалье 14. Серрито 15. Лас-Акасиас 16. Хардинес-дель-Иподромо 17. Пьедрас-Бланкас 18. Манга 19. Пунта-де-Рьелес-Белья-Италия 20. Вилья-Гарсия |

## История города
В 1680 году португальцы построили на левом берегу залива Ла-Плата, напротив Буэнос-Айреса, город-крепость Колония-дель-Сакраменто. Этот форт был базой контрабандистов, которые нелегально ввозили товары в Буэнос-Айрес. Для борьбы с контрабандистами в 1726 году испанцы основали крепость Монтевидео, расположенную у входа в залив. Таким образом, они получили возможность контролировать оба берега Ла-Платы.
Вскоре Монтевидео стал важным торговым центром провинции Восточный берег, которая в 1750 году была окончательно закреплена за Испанией. В 1766 году он вошел в состав вице-королевства Ла-Плата, столицей которой был город Буэнос-Айрес.
В XVIII веке степи с богатой естественной растительностью и большими стадами одичавшего скота способствовали притоку на Восточное побережье европейских переселенцев. Испанские колониальные власти поощряли создание крупных скотоводческих хозяйств (эстансий) в надежде укрепить своё положение в этом районе, для того чтобы успешно оказывать противодействие притязаниям португальцев и англичан на обладание этой территорией. К концу колониального периода (1800 год) численность населения провинции Восточный берег составляла около 30 тыс. человек, треть из них проживала в Монтевидео, ставшим её главным городом.
Высшие классы столичного общества были представлены землевладельцами, купцами, финансистами и правительственными чиновниками. Большинство из них были выходцами из Каталонии, Страны Басков или Канарских островов и не имели особенно тесных связей с королевским двором в Кастилии. Кроме того, в городе жили торговцы, военные, чиновники среднего и низшего уровня, ремесленники. Примерно третью часть населения составляли привезённые арабские рабы.
Постепенно между Монтевидео и Буэнос-Айресом возникло соперничество. Многие жители провинции испытывали неприязнь к властям вице-королевства. Монтевидео сохранял лояльность к метрополии, что привело к усилению вражды между двумя городами.
В 1816 году Монтевидео был захвачен португало-бразильскими интервентами и до 1828 года находился в составе Бразилии. Во время бразильской войны за независимость в 1823 году обороняемый португальцами Монтевидео был взят бразильскими войсками. В августе 1828 года город стал столицей независимого Уругвая.
С 1836 по 1852 год страна постоянно подвергалась вторжениям аргентинских войск, возглавлявшихся диктатором Хуаном Мануэлем Росасом. В 1843 году он оказал помощь консервативной партии «Бланко» в осуществлении блокады Монтевидео. В войне принимали участие морские флотилии Великобритании и Франции, которые блокировали Буэнос-Айрес. Благодаря этому жители Монтевидео выдержали осаду и блокаду, и в течение 9 лет не прекращали сопротивления. Лишь в 1852 году, после свержения Росаса, была устранена серьёзная угроза независимости Уругвая и снята блокада.
С конца XIX века в Монтевидео началось развитие промышленности. Столица стала центром уругвайского рабочего движения. В 1918 году прошли массовые демонстрации в поддержку Октябрьской революции в России. В 1936 году началось движение за создание Национального фронта, а в 1938 году по городу прокатилась волна выступлений трудящихся, требовавших демократизации власти в стране.
Вторая половина XX века стала периодом политических выступлений и борьбы за власть представителей либеральной и консервативной партий. Наиболее значимые выступления оппозиции существующему режиму произошли в Монтевидео в ноябре 1983 года, когда на демонстрацию протеста собралось 400 тыс. человек. На рубеже XX—XXI века, благодаря проведению реформ по реструктуризации экономики и либерализации торговли, в стране наблюдается экономический подъём, способствующий росту промышленного потенциала крупнейших городов и, в первую очередь, Монтевидео как столицы Уругвая.

## Культурное значение
Старый Монтевидео, примыкающий к порту, построен по регулярному плану в XVIII — начале XIX века. Здесь, на главной площади города, находятся богато украшенный кафедральный собор, который сочетает в себе черты барокко и классицизма (1790—1804), и дома колониального периода с внутренними дворами. К западу от порта расположился промышленный и рабочий район Монтевидео — Вилья-дель-Серро. Прямоугольная сеть его улиц со стороны залива Ла-Плата ограничена холмом Серро, который дал название городу: Монтевидео — в переводе на русский язык означает «я вижу холм». На холме возвышается форт, построенный в 1809—1839 годах.
Среди значительных сооружений в архитектурном отношении заслуживают внимания построенный в стиле классицизма театр «Солис» (1841—1874), эклектическое здание парламента (1908—1920), новая Ратуша, воплотившая в себе наиболее типичные черты архитектуры XX столетия (1930), инженерно-геодезический факультет Республиканского университета (1938), многоэтажное здание «Панамерикано» (1957).
О большой роли армии в политической жизни Уругвая свидетельствует обилие памятников генералам. Кроме того, в городе есть монументы колонистам-переселенцам: «Фургон» (1929—1934) и «Дилижанс» (1953). Оба выполнены из бронзы.
В Монтевидео работают Национальный исторический музей, Музей естественной истории, Педагогический музей, Национальный музей изящных искусств, Муниципальный музей изящных искусств, Зоологический музей и др. Есть планетарий и два зоопарка.
В столице Уругвая расположено крупнейшее высшее учебное заведение страны — Республиканский университет, основанный в 1849 году, а также Технический колледж, в подчинении которого находятся специальные учебные заведения не только в Монтевидео, но и в других городах страны. В частности, в Монтевидео ему подчинены два индустриальных учебных заведения, электротехнический, строительный и судостроительный колледжи, а также колледжи торговли, домоводства, графического искусства, прикладного искусства, делопроизводства и коммерции.
Среди научно-исследовательских учреждений, работающих в городе, следует назвать Национальную академию литературы, Национальную инженерную академию, Национальную комиссию по атомной энергии, Институт географии и истории, Астрономическую обсерваторию и др. В Монтевидео 10 библиотек, среди которых крупнейшими являются Национальная библиотека (500 тыс. томов), библиотеки факультетов Республиканского университета, Муниципальная библиотека (20 тыс. томов), Национальная библиотека конгресса (свыше 180 тыс. томов) и Педагогическая библиотека (свыше 115 тыс. томов).
С 1977 года в Монтевидео проводится ежегодная международная книжная ярмарка.
В городе множество театров и театральных залов: «Мерседес», «Тингладо», «Театро дель сентро», «Сиркулар», «Эль гальпон», «Клуб де тиаиро», «Нуэво стела», «Одеон», «Солис», «Верди» и др. В 1949 году была основана Национальная консерватория, а с 1890 года работает Институт Верди.
В 1930 году в столице Уругвая был проведён Чемпионат мира по футболу. Тот футбольный форум навсегда войдёт в историю мирового футбола, как единственный турнир такого масштаба, проведённый в пределах черты одного города. Специально к чемпионату в самом центре Монтевидео был возведён 120-тысячный (ныне вместимость составляет около 80 тысяч) футбольный стадион «Сентенарио», на котором футболисты сборной Уругвая, обыграв аргентинцев в драматичном южноамериканском финале, стали первыми в истории чемпионами мира по футболу. Суперклассико уругвайского футбола «Пеньяроль» — «Насьональ» также проходит в Монтевидео. Город доминирует в футбольной жизни Уругвая, 90 % населения которого интересуется футболом. Всего в сезоне 2007/08 в Примьере Уругвая по футболу 14 из 16 клубов представляли Монтевидео.

## Города-побратимы
- Барселона, Испания (1985)
- Богота, Колумбия
- Буэнос-Айрес, Аргентина (1975)
- Сан-Паулу, Бразилия (2007)
- Кадис, Испания
- Квебек, Канада
- Кордова, Аргентина
- Куритиба, Бразилия
- Ла-Плата, Аргентина
- Мадрид, Испания
- Мелилья,Испания
- Монтевидео, США
- Порту-Алегри, Бразилия
- Росарио, Аргентина
- Санкт-Петербург, Россия (1998)
- Тяньцзинь, Китай
- Циндао, Китай
- Сан-Хосе, Коста-Рика
- Париж, Франция (2013)
- Эсмеральдас, Эквадор (2009)
- Эль-Аюн, Западная Сахара (2009)

## Галерея
- Панорама города Монтевидео ночью
- Вмещающий 80 тысяч зрителей стадион «Сентенарио» в центре Монтевидео
- Один из скверов уругвайской столицы
- Космический снимок Монтевидео и его окрестностей